# ضد رغبة الجميع
 ضد رغبة الجميع  هو مسلسل كوميديا رومانسية أمريكي من تأليف إيرين فوستر وبطولة كريستين بيل، آدم برودي، ويدور حول العلاقة غير المتوقعة بين امرأة لاأدرية وحاخام غير تقليدي. تم عرض المسلسل لأول مرة في 26 سبتمبر 2024 على نتفليكس وتلقى مراجعات إيجابية من النقاد. في أكتوبر 2024، تم تجديد المسلسل لموسم ثان.

## روابط خارجية
- ضد رغبة الجميع على نتفليكس (الاشتراك مطلوب)
- ضد رغبة الجميع  على قاعدة بيانات الأفلام على الإنترنت (بالإنجليزية).